# Sodo (Ethiopië)
Sodo is een stad in de Ethiopische zuidelijke regio.
In 2005 telde Sodo 65.737 inwoners.